# František Vancl

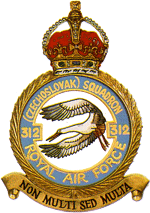
Znak 312. čs. peruti RAF, které F. Vancl velel

František Vancl plukovník in memoriam (19. února 1911 Košťálov u Semil - 7. července 1974 či 1975? Spojené království) byl československý pilot, který během 2. světové války létal v Royal Air Force, kde byl velitelem 312. československé stíhací perutě, za svoji službu obdržel vysoká vojenská vyznamenání včetně britského Záslužného leteckého kříže (DFC).

## Život

### Před válkou
František Vancl vyrostl v Lomnici nad Popelkou, kde žil s rodiči, bratrem a třemi sestrami. Po obecné měšťanské škole vychodil dvouletou textilní školu, účetní kurz a pak dvouletou textilní školu s maturitou v Brně. V roce 1933 po nastoupil vojenskou službu v Jičíně, pak přešel na důstojnickou školu v Čáslavi. Sloužil u pěšího pluku v Trenčíně. Poté v letech 1935-36 absolvoval letecký kurz ve Vojenské akademii v Prostějově a následně sloužil v Praze, Milovicích a v Hradci Králové.

### 2. světová válka
Po obsazení Československa odešel do Polska a následně do Francie, kde vstoupil do cizinecké legie se kterou odešel do Alžírska, kde po vypuknutí 2. světové války prodělal výcvik na letadle Morane Saulnier MS.406 a byl nasazen k bojům v Sýrii. Po kapitulaci Francie přešel k britským jednotkám v Palestině, odkud přes Egypt pokračoval do Velké Británie, kde byl přijat do Royal Air Force. V roce 1941 začal létat na letadlech Proctor a následně se přeškolil na letadlo Hawker Hurricane. V srpnu 1941 začal létat u nově vzniklé 313. československé stíhací perutě, kde létal s letouny Supermarine Spitfire.
Dne 27. března 1942 poškodil stíhací Messerschmitt Bf 109 a následující den pravděpodobně sestřelil stíhačku Focke-Wulf Fw 190. Dne 24. května 1942 nastoupil ke 129. stíhací peruti RAF do Westhampnettu, kde 20. června 1942 sestřelil Fw 190. Dne 31. července 1942 byl převelen ke 111. stíhací peruti do Kenley. V sestavě této peruti se zúčastnil 19. srpna 1942 operace Jubilee, kdy poškodil bombardovací Dornier Do 217. Ještě v srpnu byl převelen k 611. stíhací peruti do Redhillu, která byla jako jedna z prvních vyzbrojena moderními Spitfiry Mk.IX. Dne 6. září 1942 pravděpodobně sestřelil Fw 190 a 4. prosince 1942 stejný typ letounu poškodil. Dne 22. listopadu 1942 mu byl udělen Záslužný letecký kříž. V období od 1. listopadu 1943 až do 15. květen 1944 velel 312. československé stíhací peruti RAF. V této funkci vystřídal Tomáše Vybírala, jeho nástupcem se stal Jaroslav Hlaďo.

### Po válce
Po válce pracoval u československého letectva ve funkci velitele 1. letecké divize v Praze, kde byl jeho zástupcem další známý lomnický pilot František Truhlář. Po únoru 1948 odešel zpět do RAF ve Velké Británii. Později vlastnil v Británii slepičí farmu. Zemřel v exilu pravděpodobně 7. července 1974 či 1975.

## Vyznamenání
- Záslužný letecký kříž (Spojené království)
- Válečný kříž 1939-1945
- Československý válečný kříž 1939